# Сумна пісня
Сумна пісня (англ. Torch Song) — американська музична мелодрама режисера Чарльза Волтерса 1953 року.

## Сюжет
Зірка Бродвею, Дженні Стюарт — нестримана і не сприймає на свою адресу ні від кого ніякої критики. Але існує один чоловік, Тай Грехем, він сліпий піаніст, і він може підібрати ключі до серця Дженні.

## У ролях
- Джоан Кроуфорд — Дженні Стюарт
- Майкл Вайлдінг — Тай Грехем
- Гіг Янг — Кліфф Віллард
- Марджорі Рембо — місіс Стюарт
- Гаррі Морган — Джо Деннер
- Дороті Патрік — Марта
- Джеймс Тодд — Філіп Нортон
- Юджин Лорінг — Джин
- Пол Гілфойл — Монті Рольф
- Бенні Рубін — Чарльз Мейлор
- Пітер Чонг — Пітер
- Мейді Норман — Анна
- Ненсі Гейтс — Селія Стюарт
- Кріс Ворфілд — Чак Пітерс
- Руді Рендер — співачка

## Музичні номери
- «You're All the World to Me» - танцювали Джоан Кроуфорд і Чарльз Волтерс
- «Follow Me» - співає Джоан Кроуфорд
- «Two-Faced Woman» - співає Джоан Кроуфорд
- «You Won't Forget Me» — співає Джоан Кроуфорд
- «Follow Me» - співає Руді Рендер
- «Two-Faced Woman» - співає і танцює Джоан Кроуфорд і хор
- «Tenderly» — співає Джоан Кроуфорд